# Mobile Application Part
Mobile Application Part (MAP) je protokol aplikační vrstvy Signalizačního systému č. 7 (SS7), pomocí kterého komunikují uzly v jádře mobilních sítí GSM a UMTS:
- HLR (Home Location Register, domovský registr),
- VLR (Visitor Location Register, návštěvnický registr),
- MSC (Mobile Switching Center, ústředna veřejné mobilní sítě),
- EIR (Equipment Identity Register, registr mobilních stanic),
- AuC (Authentication Centre, autentizační středisko),
- Středisko krátkých textových zpráv (SMSC) a
- SGSN (Serving GPRS Support Node, obslužný uzel podpory GPRS)

poskytující služby jednotlivým účastníkům.

## Služby MAP
Primární služby poskytované protokolem MAP jsou:
- Služby zajišťující mobilitu (Mobility Services):
  - správa umístění (location management – roaming)
  - autentizace
  - správa SSI (service subscription information)
  - zotavení z chyb
- Správa (O&M): sledování účastníka (subscriber tracing), získání IMSI účastníka
- Call Handling: směrování volání, správa volání při roamingu, zjišťování, zda účastník může přijímat hovory
- Doplňkové služby (Supplementary Services)
- Přenos SMS – viz Technická realizace SMS
- Služby Packet Data Protocol (PDP) pro GPRS: poskytování směrovacích informací pro GPRS spojení
- Location Service Management Services: získávání informací o umístění účastníka

## Publikované normy a standardy
MAP standard byl vytvořen organizací GSM Association, v současnosti je spravován organizací ETSI/3GPP. Existují dva standardy MAP podle typu mobilní sítě:
- MAP pro GSM (před Release 4)[1]
- MAP pro UMTS ("3G") a GSM (Release 99 a novější)[2]

V ANSI sítích plní funkci MAP protokolu protokol ANSI-41 (původně IS-41).

## Implementace
Protože mezi dvěma uzly jádra sítě může probíhat v jednom okamžiku několik transakcí týkajících se různých účastníků, využívá MAP transakční služby protokolu Transaction Capabilities Application Part (TCAP) (je TCAP user). TCAP zprávy jsou přenášeny pomocí Transport Independent Signalling Connection Control Part (TI-SCCP); nebo SCCP User Adaptation (SUA) v SIGTRANu. Formát MAP zpráv je definován pomocí ASN.1 a zprávy jsou kódovány pomocí Basic Encoding Rules.

## MAP signalizace
V mobilních sítích GSM a UMTS se rozlišují domény
- Circuit Switched (s přepojováním okruhů) (CS) – používaná především pro přenos hovorů; lze ji používat i pro přenos dat (Circuit Switched Data – CSD), ale toto použití je drahé a neefektivní
- Packet Switched (s přepojováním paketů) (PS) – pro přenos dat, signalizace a SMS; v nejmodernějších sítích se tato technologie používá i přenos hovorů (VoLTE)

Protokol MAP používá pro přenos signalizační část sítě, která pracuje s přepojováním paketů, ale umožňuje komunikaci síťových prvků pracujících v obou uvedených doménách.

### MAP rozhraní v doméně CS
Mobile Switching Center (MSC) má následující SS7 rozhraní používající MAP pro komunikaci se zařízeními, která patří do GSM/UMTS CS (Circuit Switched) domény:
B ⇒ VLR (používá MAP/B). Většina MSC je asociována s VLR (Visitor Location Register) což činí z rozhraní B interní rozhraní.
C ⇒ HLR (používá MAP/C) Zprávy mezi MSC a HLR na rozhraní C
D ⇒ HLR (používá MAP/D) pro připojování do CS sítě a location update
E ⇒ MSC (používá MAP/E) pro předávání spojení mezi MSC (inter-MSC handover)
F ⇒ EIR (používá MAP/F) pro přístup do registru mobilních telefonů (EIR)
H ⇒ SMS-G (používá MAP/H) pro Short Message Service (SMS) přes CS

### MAP rozhraní v doméně PS
SGSN (Serving GPRS Support Node) má následující SS7 rozhraní používající MAP pro komunikaci se zařízeními, která patří do GSM/UMTS PS (Packet Switched) domény:
Gr ⇒ HLR pro připojování do PS sítě a pro location update
Gd ⇒ SMS-C pro SMS přes PS
Gs ⇒ MSC pro kombinovanou CS+PS signalizaci přes PS
Ge ⇒ Charging pro účtování účastníků s předplacenými kartami pomocí CAMEL (Customised Applications for Mobile networks Enhanced Logic).
Gf ⇒ EIR pro přístup do registru mobilních telefonů (EIR)